# Atopsyche vinai
Atopsyche vinai is een schietmot uit de familie Hydrobiosidae. De soort komt voor in het Neotropisch gebied.